# Caban

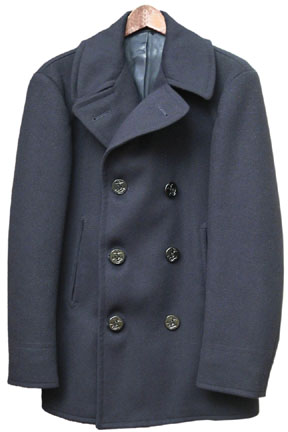
Tipico caban realizzato per la marina militare statunitense

Il caban (in inglese chiamato pea coat, peacoat o pea jacket) è un cappotto ampio e sportivo, generalmente realizzato in panno di colore blu o nero per via delle sue origini militari europee. La sua storia è infatti profondamente radicata soprattutto nella marina: apparve tra la fine del diciassettesimo e l'inizio del diciottesimo secolo, indossato dai marinai olandesi (i Paesi Bassi in quei tempi erano una potenza navale a livello mondiale). 
Il nome pea jacket deriva da pijjakker, vocabolo usato nella lingua olandese per descrivere un cappotto in tessuto di lana grossolana (pij significa lana grossa, jakker sta per giacca, in inglese jacket, cambiato poi in coat, cappotto). Il nome caban è di origine francese, affine all'italiano "gabbana".
Mentre agli olandesi si deve l'invenzione del pea coat, fu la Royal Navy verso la fine del XIX secolo che ebbe il merito di diffonderlo. La versione britannica era progettata sempre per scopi navali, specialmente come uniforme per i sottufficiali. All'inizio del XX secolo l'indumento fu adottato dalla Marina statunitense, per i marinai addetti alle manovre delle navi a vela, e dalla Kaiserliche Marine, con la denominazione Colani o Kulani (dal nome della sartoria produttrice dei capi "Berger & Colani" di Kiel).
Il caban, di tessuto composto da lana pesante (originariamente il melton, prodotto nell'omonimo distretto del Leicestershire, Inghilterra), o da lana e nylon nella versione statunitense, è caratterizzato da un taglio corto che lascia scoperte le gambe, in origine utile ad agevolare i movimenti dei marinai, una chiusura a doppiopetto con 8 o 6 grandi bottoni neri o blu (ma anche dorati, come ad esempio nei pea coat della Marina da guerra tedesca, della Regia Marina e della Marina Militare italiane con impressa un'àncora) e un collo con ampi baveri per proteggersi da spruzzi e raffiche di vento. Nelle due tasche anteriori verticali all'altezza della vita si possono tenere al caldo le mani, mentre all'interno vi è una sola tasca verticale sul lato destro per conservare oggetti. A volte all'interno veniva inserita una targhetta con il nome del proprietario.
Il caban, rimasto praticamente invariato negli anni, si diffuse tra il grande pubblico grazie al cinema. Fu indossato infatti da famosi attori, quali James Cagney ne La riva dei Bruti (1935), Spencer Tracy in Capitani coraggiosi (1937), Edward G. Robinson ne Il lupo dei mari (1941), Gregory Peck in Moby Dick, la balena bianca (1956), Peter O'Toole in Lord Jim (1965), Steve McQueen in Quelli della San Pablo (1966), Jack Nicholson ne L'ultima corvé (1973) e Robert Redford ne I tre giorni del Condor (1975). Apparve nel guardaroba di varie generazioni, donando quell'immagine austera ma romantica tipica delle divise marinare ed entrando a pieno merito a far parte dell'abbigliamento maschile e femminile casual.